# Chi Cóc đầu bẹt
Barbourula là một chi động vật lưỡng cư trong họ Bombinatoridae, thuộc bộ Anura. Chi này có 2 loài và 100% bị đe dọa hoặc tuyệt chủng.

## Các loài
- Barbourula busuangensis Taylor và Noble, 1924: Cóc đầu bẹt Philippine, cóc nhiệt đới Busuanga
- Barbourula kalimantanensis Iskandar, 1978: Cóc đầu bẹt Borneo, cóc nhiệt đới Kalimantan

## Hình ảnh

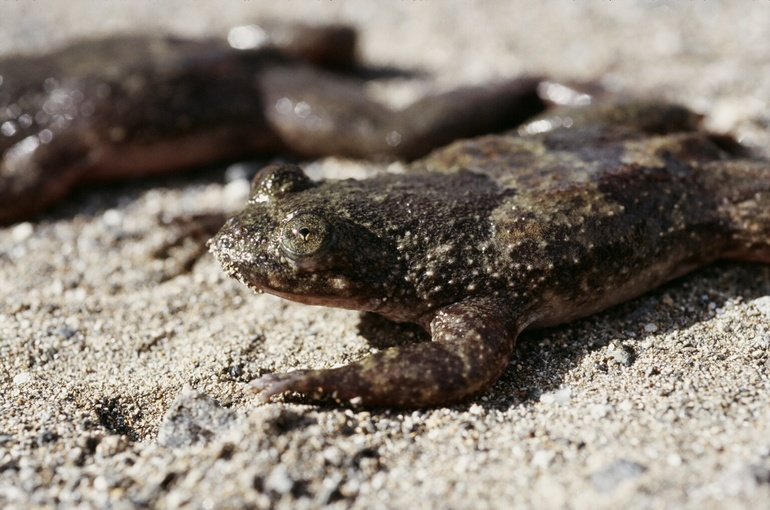